# Donji Brgat
Donji Brgat je naselje u Dubrovačko-neretvanskoj županiji u općini Župa dubrovačka.

## Zemljopisni položaj
Donji Brgat se nalazi ispod raskrižja cesta Dubrovnik-Mokošica-Trebinje, 6 km sjeveroistočno od Dubrovnika, uz cestu koja od Gornjeg Brgata vodi prema selima u zaleđu općine.

## Povijest
U rujnu 1991. godine Donji Brgat je uz Gornji Brgat bio prvo mjesto u bližoj okolici Dubrovnika na koje je Jugoslavenska narodna armija u sprezi s četnicima iz Trebinja i mjesta Ivanica izvršila napad. Brgat je postao jako važno uporište Hrvatske vojske koje je sve do 24. listopada 1991. godine uspješno odoljevalo dvadesetorostruko brojnijem i moćnijem neprijatelju. 

## Stanovništvo
Prema popisu stanovništva iz 2011. godine u Donjem Brgatu žive 152 stanovnika, uglavnom Hrvati katoličke vjeroispovjesti.

### Kretanje broja stanovnika za Donji Brgat
| broj stanovnika | 243   | 206   | 208   | 230   | 202   | 195   | 160   | 163   | 172   | 160   | 128   | 147   | 160   | 130   | 154   | 152   | 133   |
|                 | 1857. | 1869. | 1880. | 1890. | 1900. | 1910. | 1921. | 1931. | 1948. | 1953. | 1961. | 1971. | 1981. | 1991. | 2001. | 2011. | 2021. |